# Iguanura
Iguanura is een geslacht uit de palmenfamilie (Arecaceae). De soorten uit het geslacht komen op het schiereiland Malakka in zowel de landen Thailand als Maleisië en verder op de eilanden Borneo en Sumatra.

## Soorten
- Iguanura ambigua
- Iguanura asli
- Iguanura belumensis
- Iguanura bicornis
- Iguanura borneensis
- Iguanura cemurung
- Iguanura chaiana
- Iguanura corniculata
- Iguanura curvata
- Iguanura diffusa
- Iguanura divergens
- Iguanura elegans
- Iguanura geonomiformis
- Iguanura humilis
- Iguanura kelantanensis
- Iguanura leucocarpa
- Iguanura macrostachya
- Iguanura melinauensis
- Iguanura minor
- Iguanura mirabilis
- Iguanura myochodoides
- Iguanura palmuncula
- Iguanura parvula
- Iguanura perdana
- Iguanura piahensis
- Iguanura polymorpha
- Iguanura prolifera
- Iguanura remotiflora
- Iguanura sanderiana
- Iguanura tenuis
- Iguanura thalangensis
- Iguanura wallichiana

... · 
Acanthophoenix · 
Acoelorrhaphe · 
Acrocomia · 
Actinokentia · 
Actinorhytis · 
Adonidia · 
Aiphanes · 
Allagoptera · 
Alloschmidia · 
Ammandra · 
Aphandra · 
Archontophoenix · 
Areca · 
Arenga · 
Asterogyne · 
Astrocaryum · 
Attalea · 
Balaka · 
Bactris · 
Barcella · 
Basselinia · 
Beccariophoenix · 
Bentinckia · 
Bismarckia · 
Borassodendron · 
Borassus · 
Brahea · 
Brassiophoenix · 
Brongniartikentia · 
Burretiokentia · 
Butia · 
Calamus · 
Calospatha · 
Calyptrocalyx · 
Calyptrogyne · 
Calyptronoma · 
Campecarpus · 
Carpentaria · 
Carpoxylon · 
Caryota · 
Ceratolobus · 
Ceroxylon · 
Chamaedorea · 
Chamaerops · 
Chambeyronia · 
Chelyocarpus · 
Chuniophoenix · 
Clinosperma · 
Clinostigma · 
Coccothrinax · 
Cocos · 
Colpothrinax · 
Copernicia · 
Corypha · 
Cryosophila · 
Cyphokentia · 
Cyphophoenix · 
Cyphosperma · 
Cyrtostachys · 
Daemonorops · 
Deckenia · 
Desmoncus · 
Dictyocaryum · 
Dictyosperma · 
Dransfieldia · 
Drymophloeus · 
Dypsis · 
Elaeis · 
Eleiodoxa · 
Eremospatha · 
Eugeissona · 
Euterpe · 
Euterpe · 
Gaussia · 
Guihaia · 
Hedyscepe · 
Hemithrinax · 
Heterospathe · 
Howea · 
Hydriastele · 
Hyophorbe · 
Hyospathe · 
Hyphaene · 
Iguanura · 
Iriartella · 
Itaya · 
Johannesteijsmannia · 
Juania · 
Jubaea · 
Jubaeopsis · 
Kentiopsis · 
Livistona · 
Lodoicea · 
Mauritia · 
Medemia · 
Metroxylon · 
Nannorrhops · 
Nypa · 
Phoenix · 
Raphia · 
Ravenea · 
Rhapis · 
Rhopalostylis · 
Roystonea · 
Sabal · 
Salacca · 
Serenoa · 
Syagrus · 
Tahina · 
Trachycarpus · 
Trithrinax · 
Washingtonia · 
Wodyetia · 
...